# Eric Virgin (diplomat)
Eric Otto Gunnarsson Virgin, född 31 maj 1920 i Stockholm, död där 9 september 2004, var en svensk diplomat och jurist.

## Biografi
Virgin blev reservofficer 1941, avlade en juris kandidatexamen 1942 och fick samma år anställning på Utrikesdepartementet (UD). Han tjänstgjorde i New York 1943, Washington, D.C. 1945, på Finansdepartementet 1947-1949, blev förste kanslisekreterare 1949, förste sekreterare vid UD 1950, byråchef där 1955, ambassadråd i Rom 1957-1962, Sveriges ständige representant på svenska FN-representationen i New York 1962-1963, chef för UD:s rapportsekretariat 1963-1965 och fick 1965-1966 tjänst som utrikesråd på UD:s förhandlingsgrupp i Stockholm. Han var därefter envoyé i Pretoria, Gaborone, Maseru 1966-1970, Bangkok, Kuala Lumpur, Singapore, Rangoon och Vientiane 1970-1976, Östberlin 1976-1982, finanpolitisk förhandlare vid UD 1982-1983 samt ambassadör i Rom och Malta 1983-1986. Han var konsult för FFV International 1986, ordförande i Svenska museivänföreningen, Föreningen Östasiatiska Museets Vänner och Svenska kommittén Pro Venezia.
Eric Virgin var son till överste Gunnar Virgin och Elsie Ramel (faster till Povel Ramel). Han gifte sig den 19 maj 1951 med Gitt Cassel (1927-2017), dotter till bruksdisponent Fredrik Cassel och Margareta Cassel, född Lindforss.

## Utmärkelser
- Kommendör av första klass av Nordstjärneorden, 1 december 1973.[7]